# Novara Calcio
Novara Calcio – włoski klub piłkarski, mający siedzibę w mieście Novara, leżącym w Piemoncie.

## Historia
Chronologia nazw:
- 1908: Football Association Studenti Novara
- 1920: Foot-Ball Associazione Novara – po fuzji z US Novarese
- 1931: Associazione Calcio Novara
- 1975: Novara Calcio
- 1977: Associazione Calcio Novara
- 1981: Novara Calcio

Klub został założony w 1908 roku. W 1929 roku przystąpił do Serie B, a w 1935 po raz pierwszy wywalczył awans do Serie A. Pobyt w ekstraklasie trwał tylko rok, ale już w sezonie 1938/1939 Novara ponownie występowała w Serie A. W 1941 roku miał miejsce kolejny spadek klubu, a w 1948 kolejny awans. Do 1956 roku zespół grał w ekstraklasie, a największym sukcesem było 8. miejsce w sezonie 1951/1952. Od czasu ponownego spadku Novara nie występowała już w pierwszej lidze. Od 1977 roku występuje na boiskach Serie C. Łącznie w Serie B spędziła 29 sezonów, a w Serie A – 12. W 1939 roku jedyny raz wystąpiła w finale Pucharu Włoch i przegrała wówczas z Interem 1:2.

## Reprezentanci kraju grający w klubie
- / Attilio Demaría
- Max Vieri
- Luis Liendo
- Helge Bronée
- Johannes Plöger
- Dionisio Arce
- Gino Cappello
- Pietro Ferraris
- Simone Inzaghi
- Giovanni Lodetti
- Pietro Pasinati
- Bruno Pesaola
- Silvio Piola
- Pietro Rava
- Francesco Rosetta
- Renato Zaccarelli